# Lijst van voetbalinterlands Bahrein - Estland (vrouwen)
Deze lijst van voetbalinterlands is een overzicht van alle officiële voetbalinterlands tussen de nationale vrouwenteams van Bahrein en Estland. De landen hebben tot nu toe één keer tegen elkaar gespeeld.

## Wedstrijden
| № | Plaats      | Datum         | Competitie        | Wedstrijd         | Uitslag |
| - | ----------- | ------------- | ----------------- | ----------------- | ------- |
| 1 | Parekklisia | 11 maart 2017 | Vriendschappelijk | Bahrein − Estland | 0 − 3   |

## Samenvatting
| Competitie        | Totaal gespeeld | Winst Bahrein | Gelijk | Winst Estland | Doelsaldo Bahrein – Estland |
| ----------------- | --------------- | ------------- | ------ | ------------- | --------------------------- |
| Vriendschappelijk | 1               | 0             | 0      | 1             | 0 − 3                       |
| Totaal            | 1               | 0             | 0      | 1             | 0 − 3                       |

BFA · A-internationals · Bahreins mannenelftal
2005 – 2009 · 2010 – 2019 · 2020 – 2029
Azerbeidzjan ·
Cyprus ·
Estland ·
Filipijnen ·
Hongkong ·
India ·
Indonesië ·
Irak ·
Iran ·
Jordanië ·
Kirgizië ·
Laos ·
Libanon ·
Litouwen ·
Malediven ·
Malta ·
Pakistan ·
Palestina ·
Qatar ·
Sri Lanka ·
Syrië ·
Tadzjikistan ·
Taiwan ·
Verenigde Arabische Emiraten ·
Vietnam